# یومگا
یومگا (انگلیسی: Iomega) شرکت فناوری اطلاعات آمریکایی است، که در سال ۱۹۸۰ تأسیس شد.